# Maksym Łewin
Maksym Jewhenowycz Łewin, ukr. Максим Євгенович Левін (ul. 7 lipca 1981 w Bojarce, zm. pomiędzy 13 a 31 marca 2022 w okolicy wsi Huta-Meżyhirśka) – ukraiński fotoreporter, dokumentalista. Większość jego dokumentów dotyczyła konfliktów zbrojnych na Ukrainie. Współpracował z takimi agencjami jak Reuters i Associated Press, czy BBC. Zginął, relacjonując rosyjską inwazję na Ukrainę w 2022 roku. Zginął postrzelony przez rosyjskich żołnierzy.

## Życiorys
Urodził się w Bojarce w obwodzie kijowskim. Od 15. roku marzył o zawodzie fotografa. Jako nastolatek należał do klubu fotograficznego. Używał lustrzanki Kiev 98. Następnie, jako inżynier systemów komputerowych, ukończył Politechnikę Kijowską.
Według Prokuratury Generalnej Ukrainy Łewin 13 marca zaginął w strefie działań wojennych w obwodzie kijowskim. Ciało znaleziono 1 kwietnia, niedaleko wsi Huta Meżyhirska. Nieuzbrojony dziennikarz, w kurtce wskazującą jego profesję, został dwukrotnie postrzelony przez rosyjskich żołnierzy.
Uroczystości pogrzebowe odbyły się katedrze św. Michała. Pochowany został na cmentarzu w Bojarce.

## Kariera
W 2006 roku rozpoczął działalność fotoreportera dla LB.ua, gdzie pracował przez 10 lat. Współpracował z takimi agencjami jak Reuters i Associated Press, BBC, czy tureckim TRT World. W 2020 roku związał się z ukraińską telewizją internetową Hromadske. Jego fotografie publikowane były w wielu periodykach na całym świecie. Zdjęcie przedstawiające zniszczenia Mariupola, pojawiło się na okładce marcowego (2022 rok) numeru Der Spiegel.
Łewin swoimi fotografiami dokumentował protesty na Majdanie w 2014 roku, walki o Iłowajsk w Donbasie w 2014 roku.
Był współzałożycielem projektu dziennikarskiego Afterilovaisk – zbierającego informacje o żywych i zmarłych Ukraińcach z Iłowajska. Współtworzył stowarzyszenie Klub Ojca – mające za zadanie inspirować ojców by ci zostawali bohaterami dla swoich dzieci.
Tworzył projekty fotograficzne oraz filmowe dla organizacji humanitarnych takich jak WHO, ONZ, UNICEF, OBWE, UN Women.

## Wystawy
- Majdan: czynnik ludzki
- Ukraina 24. Wojna i pokój, Los Angeles;
- Strefa konfliktu: Ukraina, Chicago;
- Donbas: Wojna i Pokój, Parlament Europejski, Bruksela;
- Donbas: wojna i pokój, Praga;
- Wystawa fotograficzna o bitwie pod Iłowajskiem, Kijów[6].

### Wystawa plenerowa w Bojarce
Projekt Afterilovaisk – październik 2021

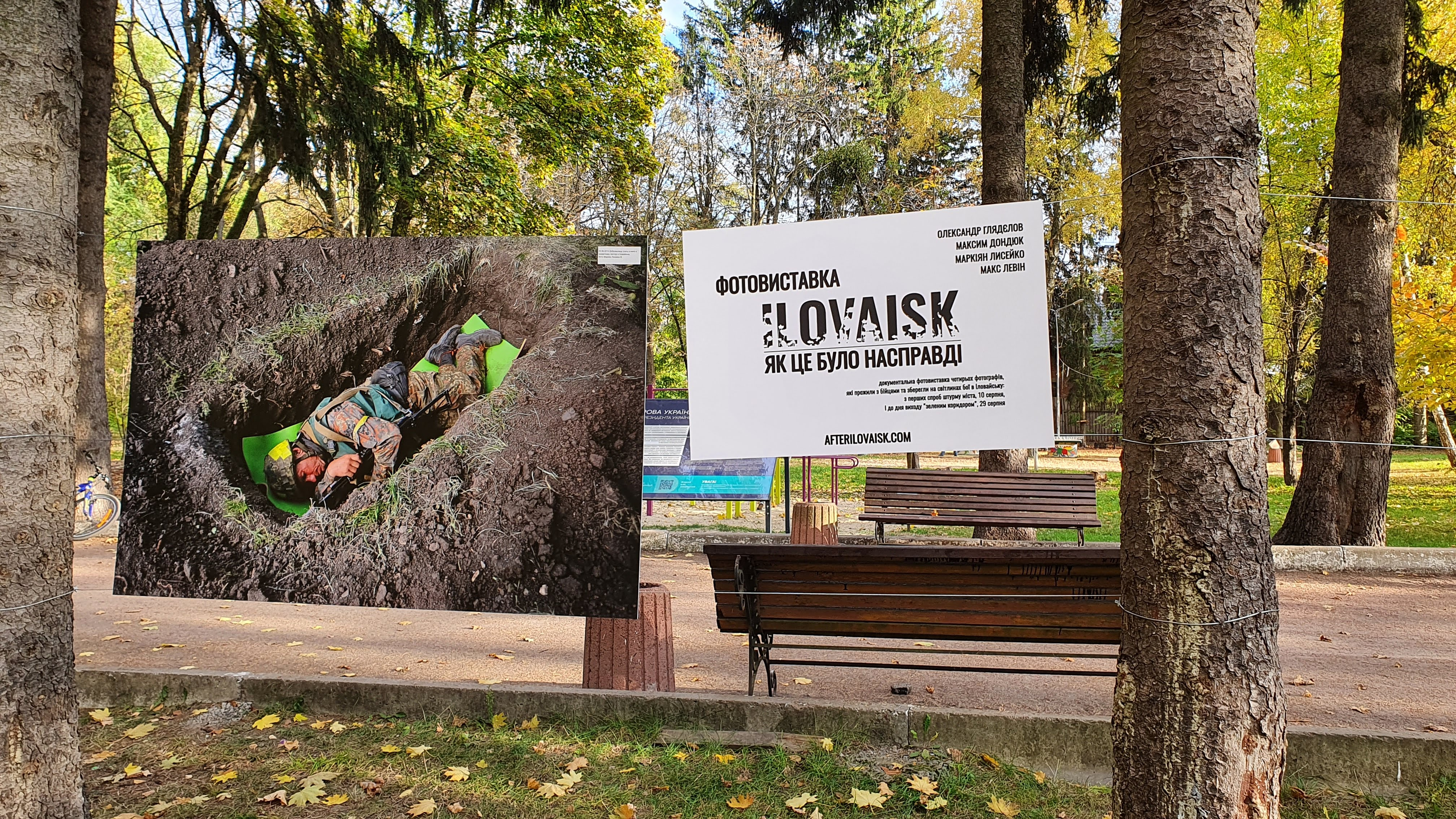
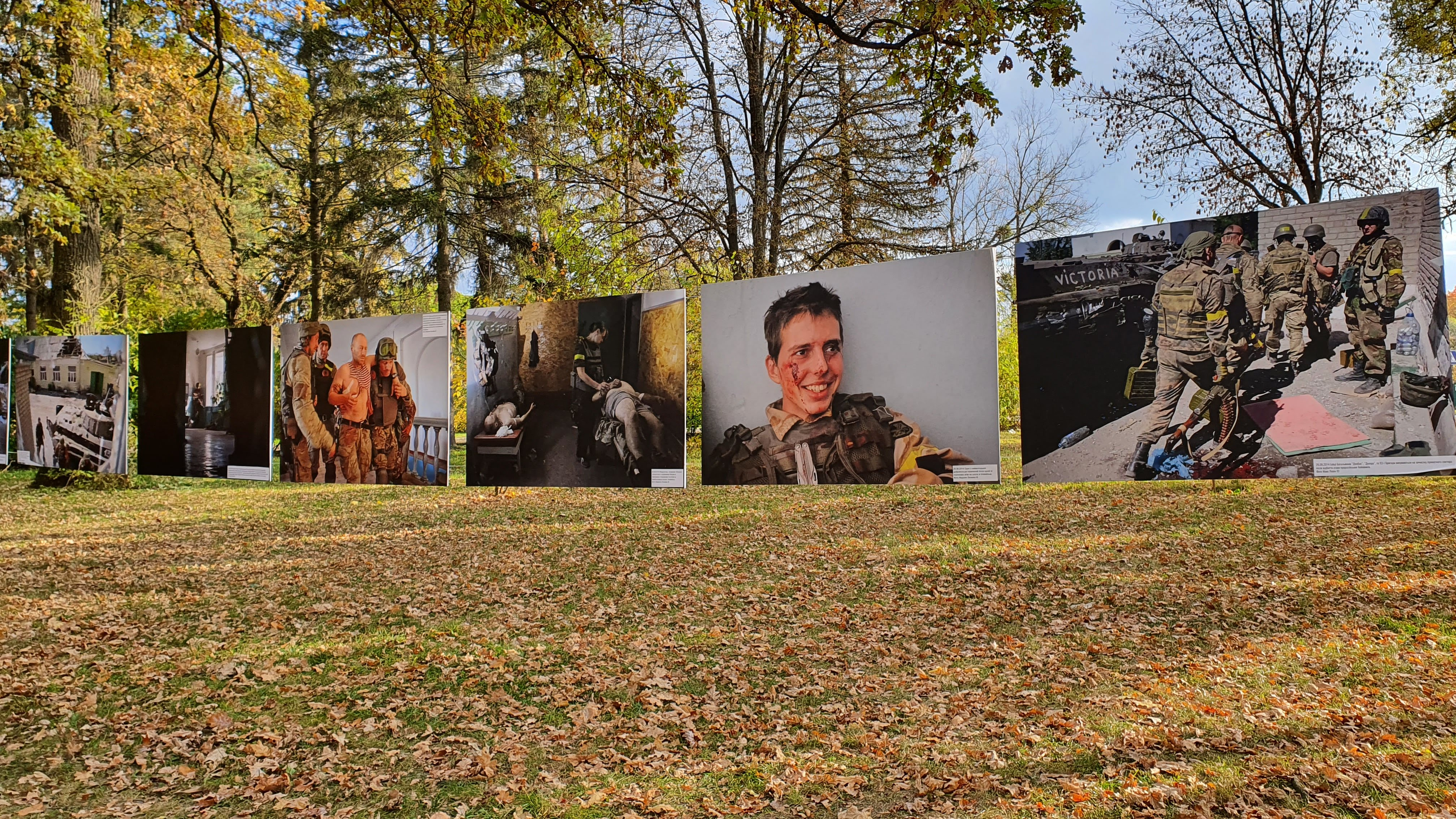
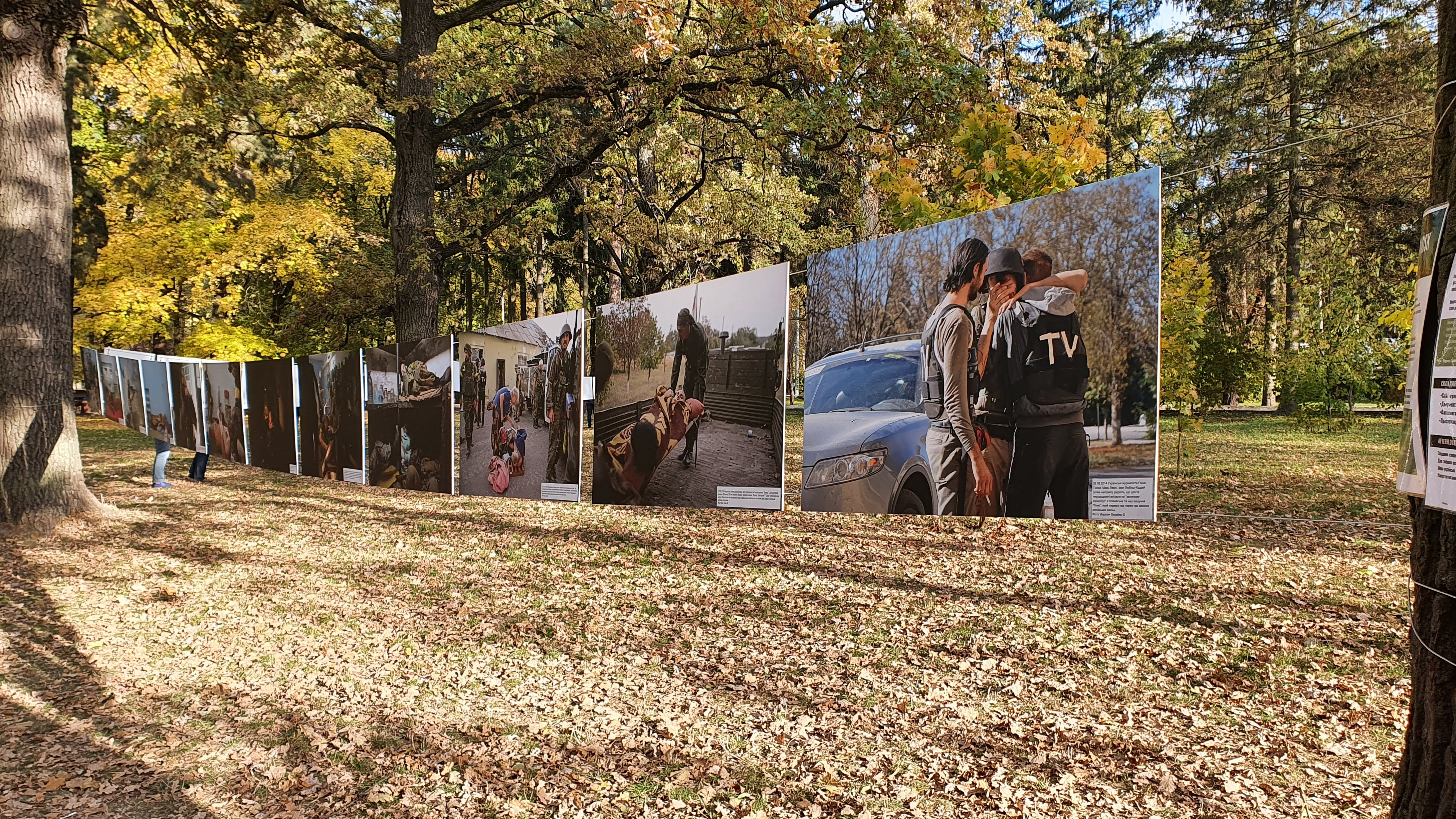
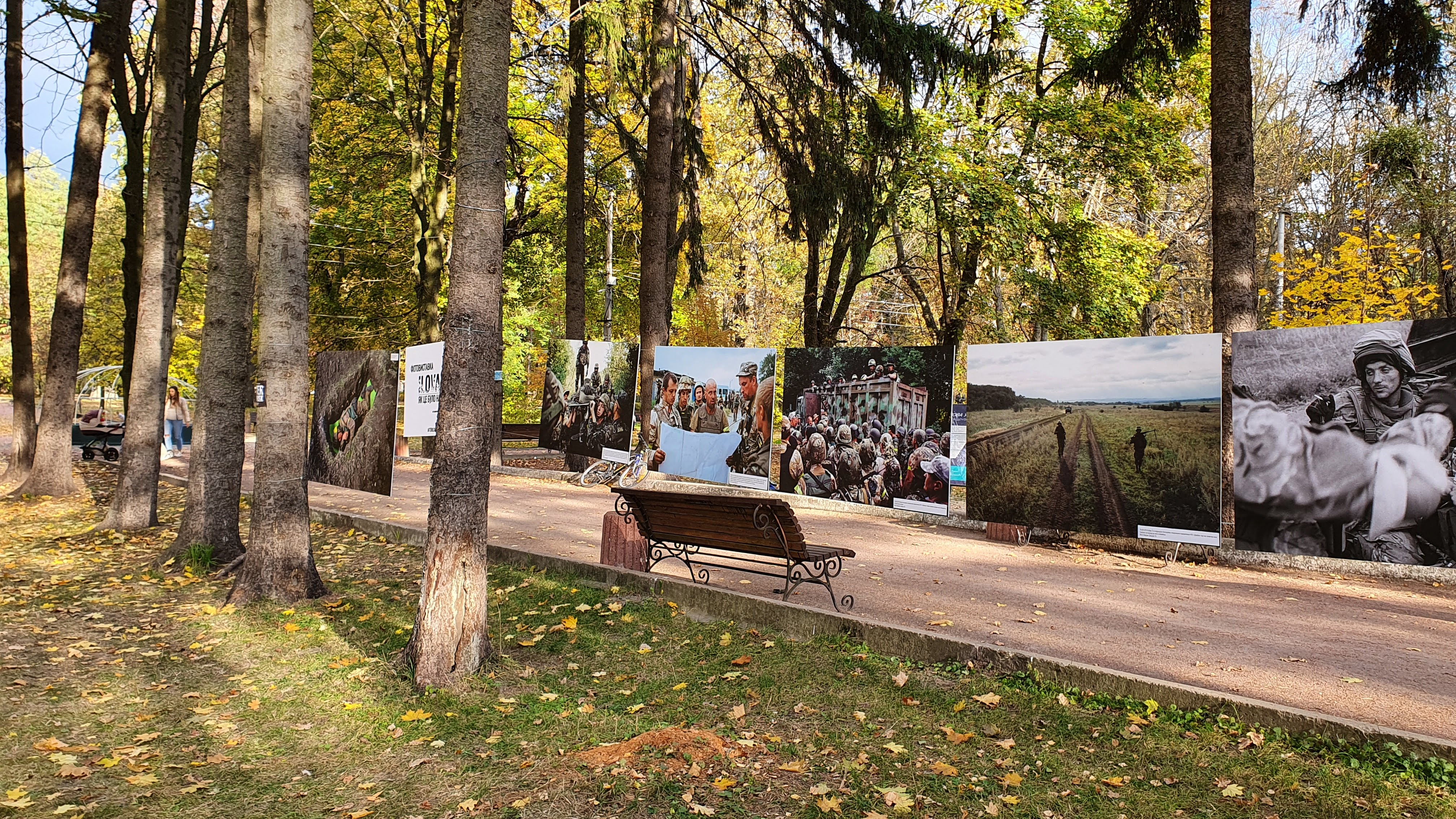
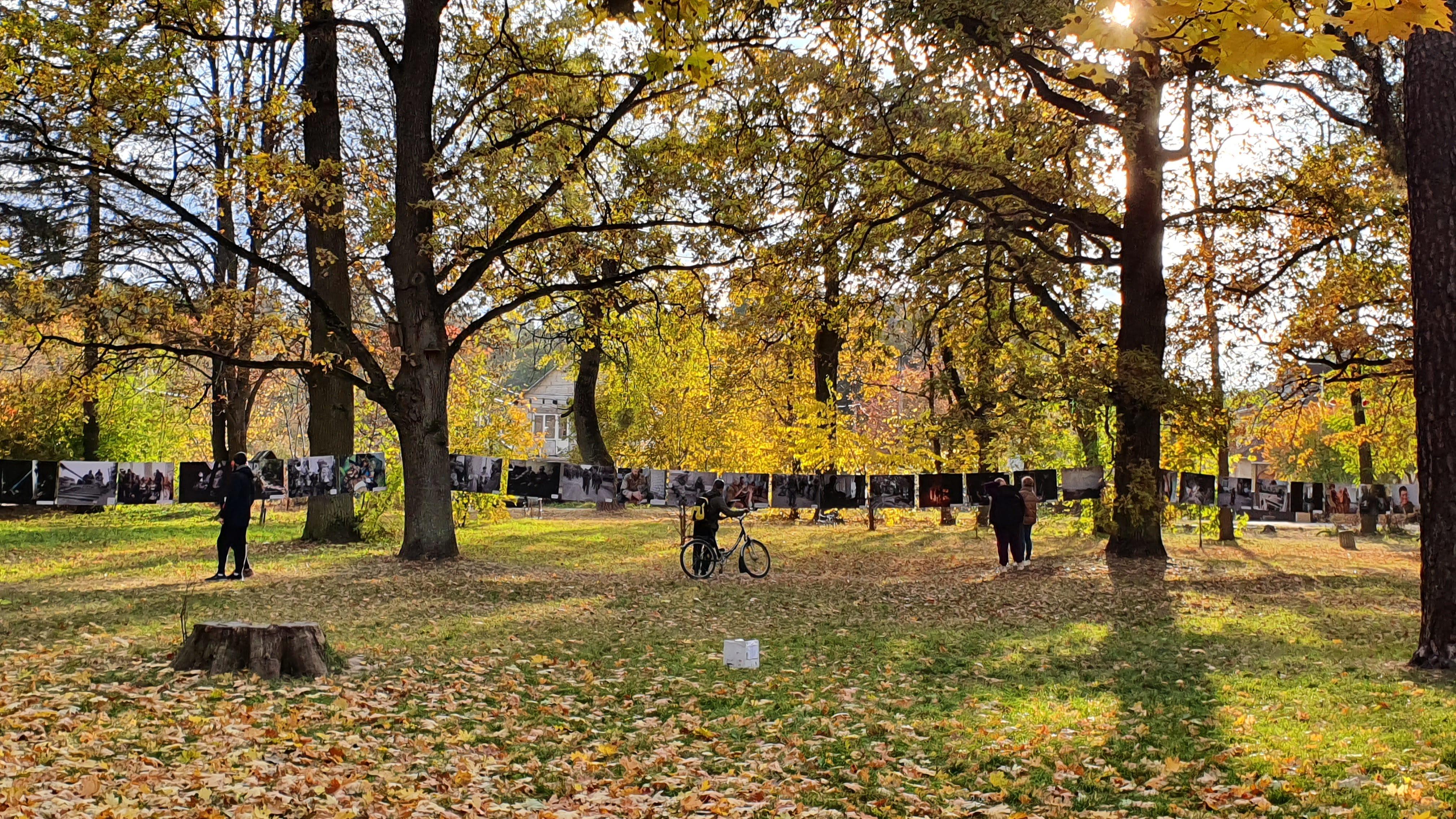
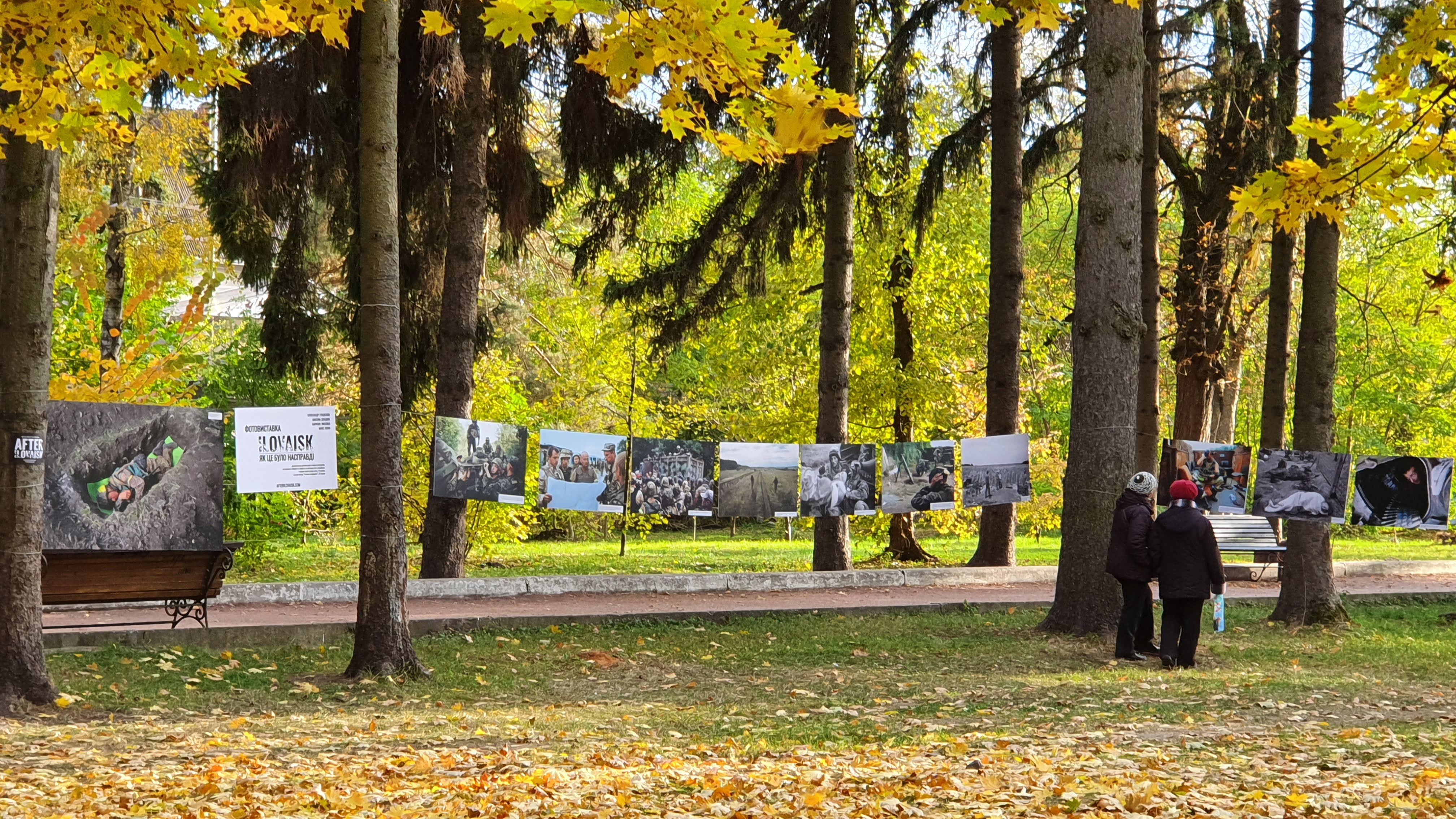

## Odznaczenia
- W 2015 roku został uhonorowany przez Petra Poroszenkę (prezydenta Ukrainy) Orderem „Za Zasługi” III stopnia.
- W 2022 roku został pośmiertnie odznaczony przez Wołodymyra Zełenskiego (prezydenta Ukrainy) Orderem „Za odwagę” III stopnia[7].